# Gesté
Gesté ([ʒɛsˈte] ) ist ein Ort und ehemalige französische Gemeinde mit 2769 Einwohnern (Stand: 1. Januar 2022) im Département Maine-et-Loire in der Region Pays de la Loire. Sie gehörte zum Arrondissement Cholet. Die Einwohner werden Gestois und Gestoises genannt.
Der Erlass des Präfekten vom 24. September 2015 legte mit Wirkung zum 15. Dezember 2015 die Eingliederung von Gesté als Commune déléguée zusammen mit den früheren Gemeinden Andrezé, Beaupréau, Jallais, La Chapelle-du-Genêt, La Jubaudière, Le Pin-en-Mauges, La Poitevinière, Saint-Philbert-en-Mauges und Villedieu-la-Blouère zur Commune nouvelle Beaupréau-en-Mauges fest.

## Geografie

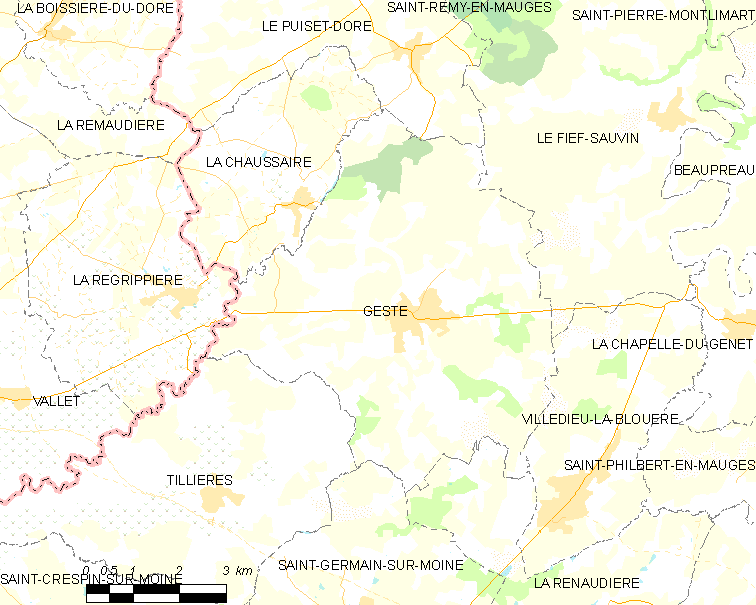
Karte von Gesté

Gesté liegt etwa 53 Kilometer südwestlich von Angers, etwa 22 Kilometer nordwestlich von Cholet und etwa 34 Kilometer ostsüdöstlich von Nantes an der Grenze zum benachbarten Département Loire-Atlantique. Der Ort befindet sich in der Région naturelle der Mauges, Teil der historischen Provinz des Anjou.
Das Ortsgebiet liegt im Einzugsgebiet der Loire und wird entwässert von der Sanguèze, einem Nebenfluss der Sèvre Nantaise, die im Süden zum Étang de la Thévinière aufgestaut wird, ferner vom Ruisseau de Verret, der es im Nordwesten begrenzt, vom Ruisseau de l’Aunay-Barbot, vom Ruisseau de la Paillerie, vom Ruisseau de la Braudière, vom Ruissea de la Musse sowie von kleineren Fließgewässern. Es erstreckt sich auf einer Hochebene, die im Norden von der Loire begrenzt wird. Das Bodenrelief ist sanft gewellt mit Höhen bis über 100 m und wird durch die Flusstäler markant eingeschnitten. Das Ortszentrum am linken Ufer der Sanguèze liegt auf etwa 78 m. Der höchste Punkt des Ortsgebiets befindet sich im Norden mit 104 m, der tiefste Punkt wird mit 48 m über dem Meeresspiegel im äußersten Südwesten beim Austritt der Sanguèze aus dem Ortsgebiet gemessen.
Umgeben wird Gesté von drei Nachbargemeinden und einer Commune déléguée von Beaupréau-en-Mauges:
|                                        | Montrevault-sur-Èvre                        |                                            |
| La Regrippière (Dép. Loire-Atlantique) | Kompassrose, die auf Nachbargemeinden zeigt | Villedieu-la-Blouère (Beaupréau-en-Mauges) |
|                                        | Sèvremoine                                  |                                            |

## Geschichte
Frühe Formen des Ortsnamens waren:
Ecclesiae Curtis Gestiacensis (1070), Geste (1200), La villa de Geté (1210).
Die gallorömische Straße von Nantes nach Poitiers führte nördlich des Ortszentrums vorbei. Der Besitz der beiden Kirchen in Gesté wurde 1070 in der Abtei Saint-Martin-de-Vertou vom Bischof von Nantes bestätigt. Sie gehörten in der Folge zur Abtei Saint-Jouin-des-Marnes. Die Pfarrgemeinde war im 15. Jahrhundert Teil des Lehens von Clisson. Diese wurde als Grenzmark der Bretagne betrachtet und war von der Taille und der Gabelle bis zur Regentschaft Ludwigs XI. befreit. Die Steuern wurden dann in der Folge eingeführt, was ein Teil der Bevölkerung veranlasste, das Dorf zu verlassen. Das Ortszentrum bildete eine eigene Kastellanei, die von La Thévinière abhängig war. Sie wurde am Anfang des 17. Jahrhunderts zum Gebiet von Plessis vereinigt, das der Familie Escobleau de Sourdis gehörte. Die Pfarrgemeinde gehörte zum Bistum Angers, zum Archidiakonat Outre-Loire und zum Dekanat der Mauges. Sie gehörte zur Sénéchaussée, Élection und Subdelegation von Angers sowie zum Einzugsgebiet der Gabelle von Cholet.
Am 1. Februar 1794 fand hier die Schlacht von Gesté zwischen Truppen der aufständischen Vendée und den republikanischen Höllenkolonnen statt. Das Rathaus wurde dabei in Brand gesteckt. Am 5. Februar 1794 rächten sich die Höllenkolonnen, geführt von Étienne Cordelier, und metzelten die Bewohner von Gesté nieder.
Nach dem Sommer 1797 wurde der öffentliche Gottesdienst mit Prozession unter Zurschaustellung der königlichen Flagge wieder aufgenommen.

### Bevölkerungsentwicklung
| Gesté: Einwohnerzahlen von 1793 bis 2020                                                                                   | Gesté: Einwohnerzahlen von 1793 bis 2020 | Gesté: Einwohnerzahlen von 1793 bis 2020 | Gesté: Einwohnerzahlen von 1793 bis 2020 | Gesté: Einwohnerzahlen von 1793 bis 2020 |
| --- | ---------------------------------------- | ---------------------------------------- | ---------------------------------------- | ---------------------------------------- |
| Jahr |                                          |                                          |                                          | Einwohner                                |
| 1793 | 1793                                     |                                          | 1.100                                    | 1.100                                    |
| 1800 | 1800                                     |                                          | 523                                      | 523                                      |
| 1806 | 1806                                     |                                          | 937                                      | 937                                      |
| 1821 | 1821                                     |                                          | 1.095                                    | 1.095                                    |
| 1831 | 1831                                     |                                          | 1.417                                    | 1.417                                    |
| 1836 | 1836                                     |                                          | 1.401                                    | 1.401                                    |
| 1841 | 1841                                     |                                          | 1.372                                    | 1.372                                    |
| 1846 | 1846                                     |                                          | 1.428                                    | 1.428                                    |
| 1851 | 1851                                     |                                          | 1.415                                    | 1.415                                    |
| 1856 | 1856                                     |                                          | 1.450                                    | 1.450                                    |
| 1861 | 1861                                     |                                          | 1.474                                    | 1.474                                    |
| 1866 | 1866                                     |                                          | 1.497                                    | 1.497                                    |
| 1872 | 1872                                     |                                          | 1.585                                    | 1.585                                    |
| 1876 | 1876                                     |                                          | 1.358                                    | 1.358                                    |
| 1881 | 1881                                     |                                          | 1.298                                    | 1.298                                    |
| 1886 | 1886                                     |                                          | 1.310                                    | 1.310                                    |
| 1891 | 1891                                     |                                          | 1.263                                    | 1.263                                    |
| 1896 | 1896                                     |                                          | 1.275                                    | 1.275                                    |
| 1901 | 1901                                     |                                          | 1.251                                    | 1.251                                    |
| 1906 | 1906                                     |                                          | 1.203                                    | 1.203                                    |
| 1911 | 1911                                     |                                          | 1.147                                    | 1.147                                    |
| 1921 | 1921                                     |                                          | 996                                      | 996                                      |
| 1926 | 1926                                     |                                          | 1.026                                    | 1.026                                    |
| 1931 | 1931                                     |                                          | 1.057                                    | 1.057                                    |
| 1936 | 1936                                     |                                          | 1.053                                    | 1.053                                    |
| 1946 | 1946                                     |                                          | 1.042                                    | 1.042                                    |
| 1954 | 1954                                     |                                          | 1.149                                    | 1.149                                    |
| 1962 | 1962                                     |                                          | 1.262                                    | 1.262                                    |
| 1968 | 1968                                     |                                          | 1.312                                    | 1.312                                    |
| 1975 | 1975                                     |                                          | 1.371                                    | 1.371                                    |
| 1982 | 1982                                     |                                          | 1.699                                    | 1.699                                    |
| 1990 | 1990                                     |                                          | 1.803                                    | 1.803                                    |
| 1999 | 1999                                     |                                          | 1.799                                    | 1.799                                    |
| 2006 | 2006                                     |                                          | 2.501                                    | 2.501                                    |
| 2013 | 2013                                     |                                          | 2.676                                    | 2.676                                    |
| 2020 | 2020                                     |                                          | 2.805                                    | 2.805                                    |
| Quelle(n): EHESS/Cassini bis 1999, INSEE ab 2006 Anmerkung(en): Ab 1962 offizielle Zahlen ohne Einwohner mit Zweitwohnsitz |                                          |                                          |                                          |                                          |

Der Bevölkerungsrückgang im Jahre 1800 zeigt die negative Auswirkung des Aufstands der Vendée.

## Sehenswürdigkeiten
- Pfarrkirche Saint-Pierre-aux-Liens mit Ursprüngen aus dem 15. Jahrhundert. Die erste Kirche wurde während des Aufstands der Vendée bis auf die Krypta zerstört. In der Mitte des 19. Jahrhunderts wurde die Kirche in zwei getrennten Bauabschnitten im gemischten Stil (eine Hälfte Neoklassizismus und die andere Hälfte Neugotik) neu gebaut. Zu Beginn der 2000er Jahre schlug der Bürgermeister einen Abriss vor, um ein kleineres Gebäude an der Stelle zu errichten. Trotz ablehnender Urteile des Verwaltungsgerichts in Nantes und des Conseil d’État in 2012 hielt der Bürgermeister an seinem Vorhaben fest, das ab 2013 in die Tat umgesetzt wurde. Im Dezember 2017 wurde die neue Kirche in elliptischer Form fertiggestellt unter Beibehaltung des Kirchturms aus dem 19. Jahrhundert.[8][9][10]
- Kapelle Saint-Jean-l’Evangéliste im Weiler Le Bois-Ferré, vermutlich aus dem 13. Jahrhundert
- Kapelle Le Gré, vermutlich mit Ursprüngen aus dem 13. Jahrhundert
- Schloss und Orangerie La Brûlaire aus der ersten Hälfte des 19. Jahrhunderts
- Schloss Le Plessis mit Kapelle und Waschhaus aus der zweiten Hälfte des 15. und der ersten Hälfte des 16. Jahrhunderts
- Herrenhaus im Weiler La Garenne, vermutlich aus dem 16. Jahrhundert
- Herrenhaus im Weiler La Thévinière aus dem 16. Jahrhundert
- Brücke über die Sanguèze aus dem 17. und 18. Jahrhundert
- Wassermühle im Weiler La Thévinière, erbaut 1718

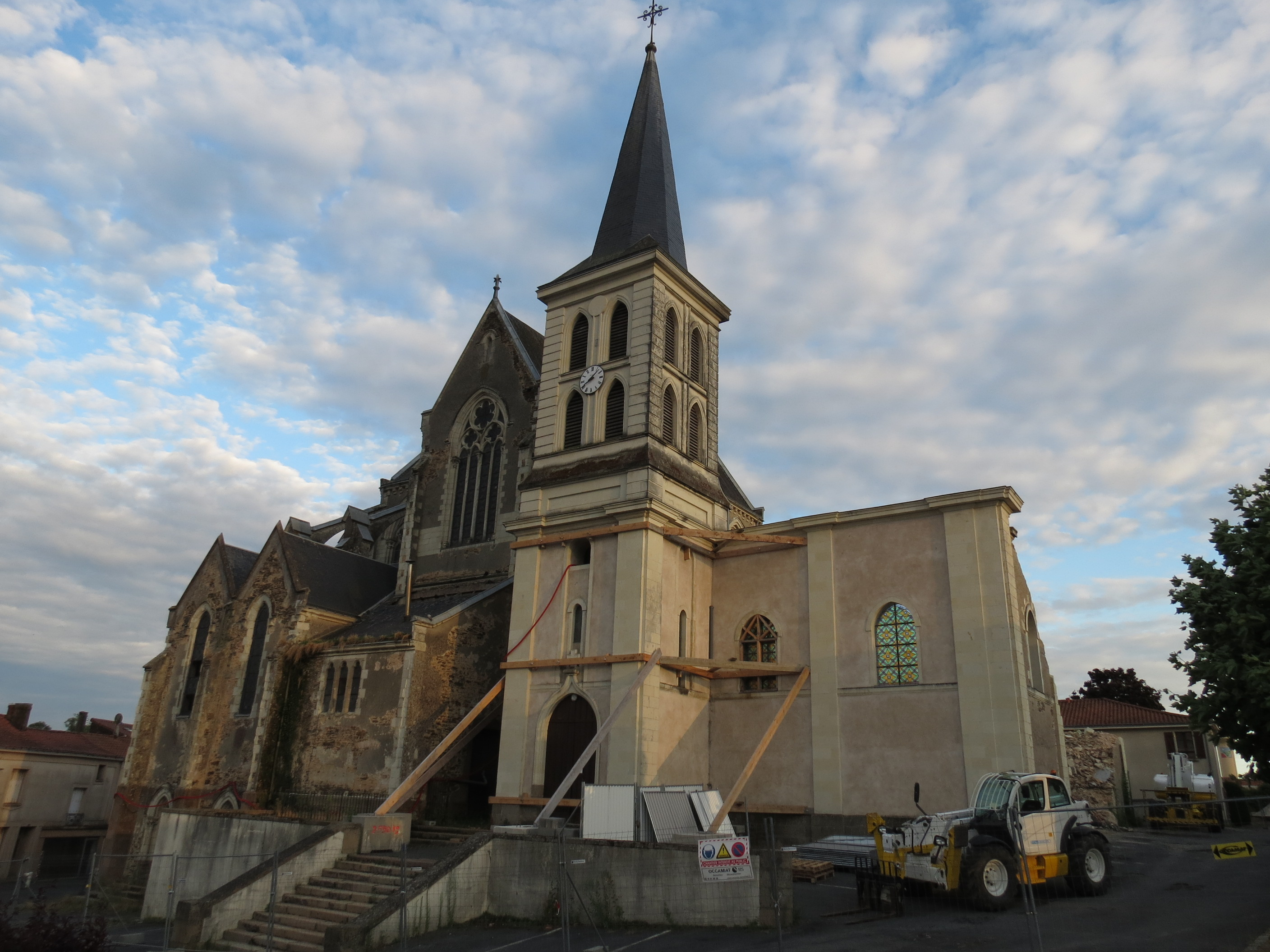
Pfarrkirche Saint-Pierre-aux-Liens vor dem Abriss 2013
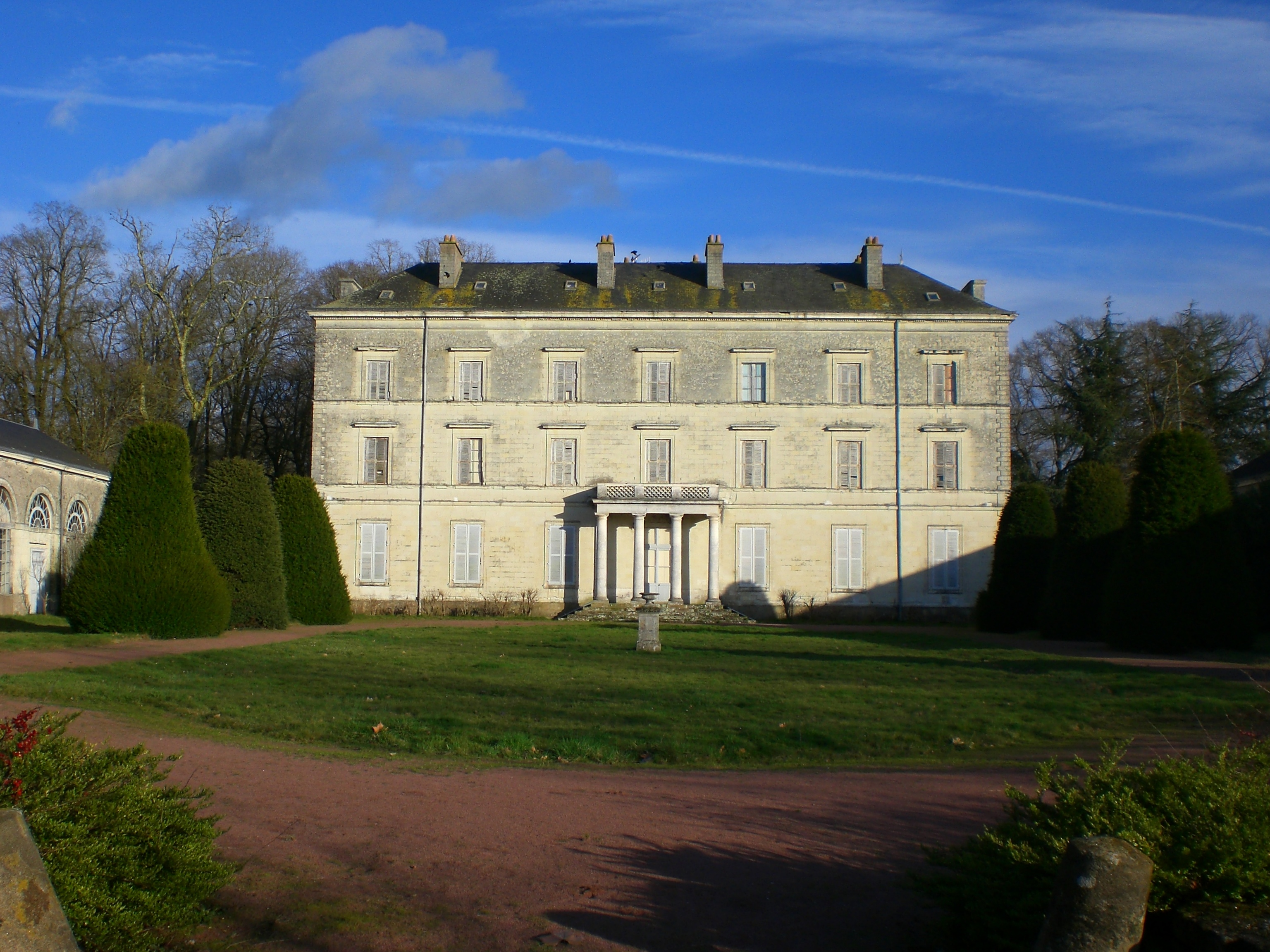
Schloss Brûlaire
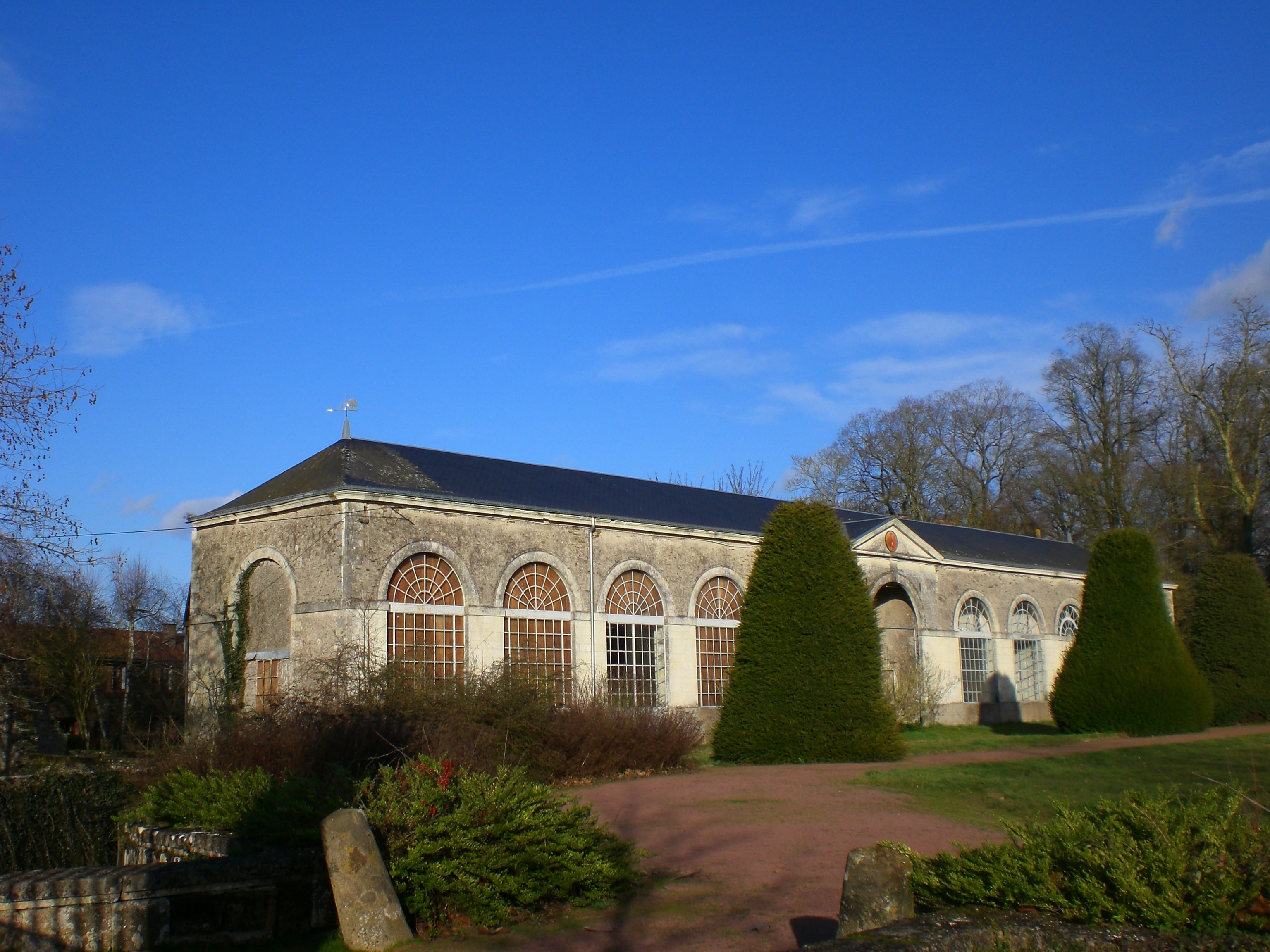
Orangerie Brûlaire
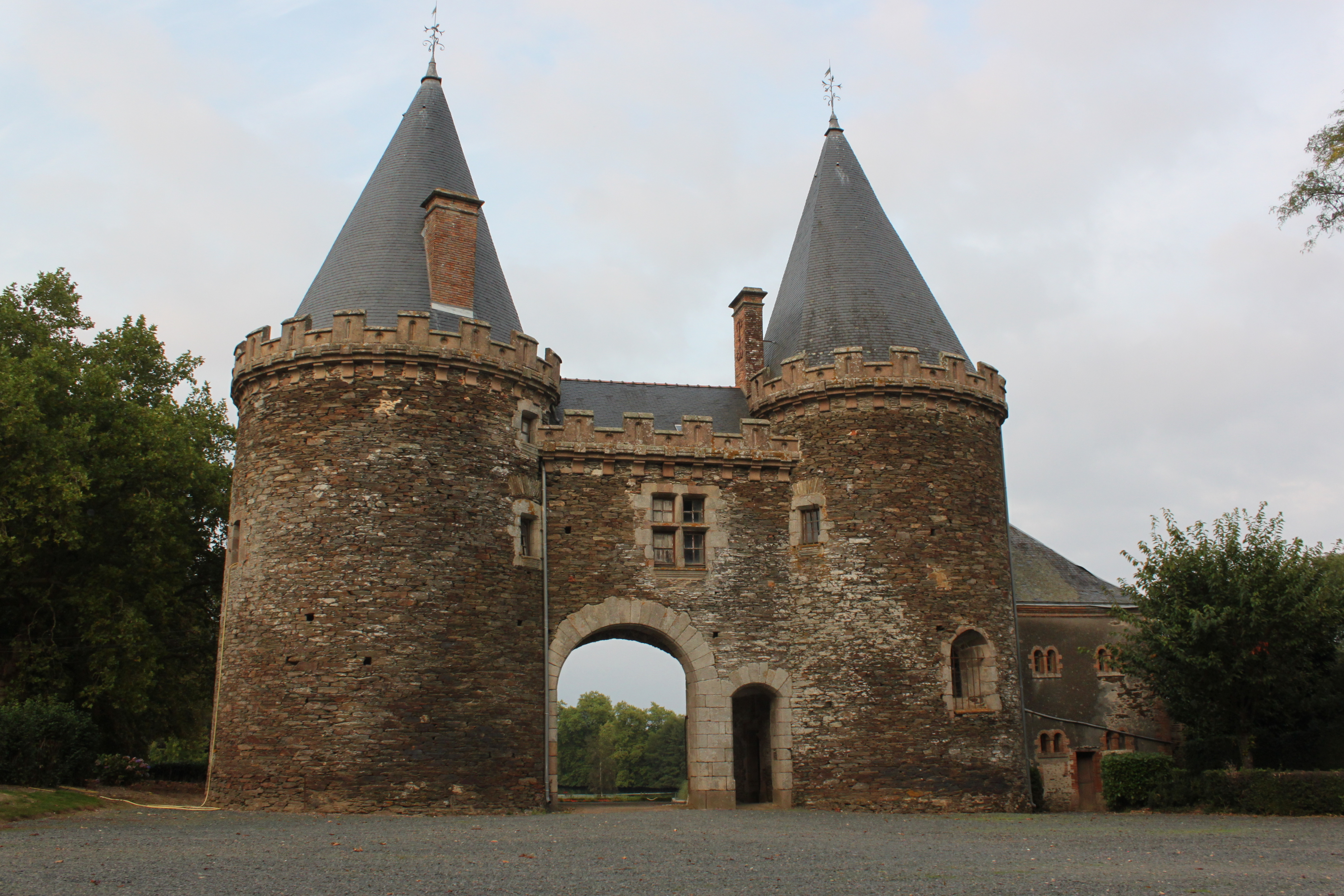
Schloss Le Plessis
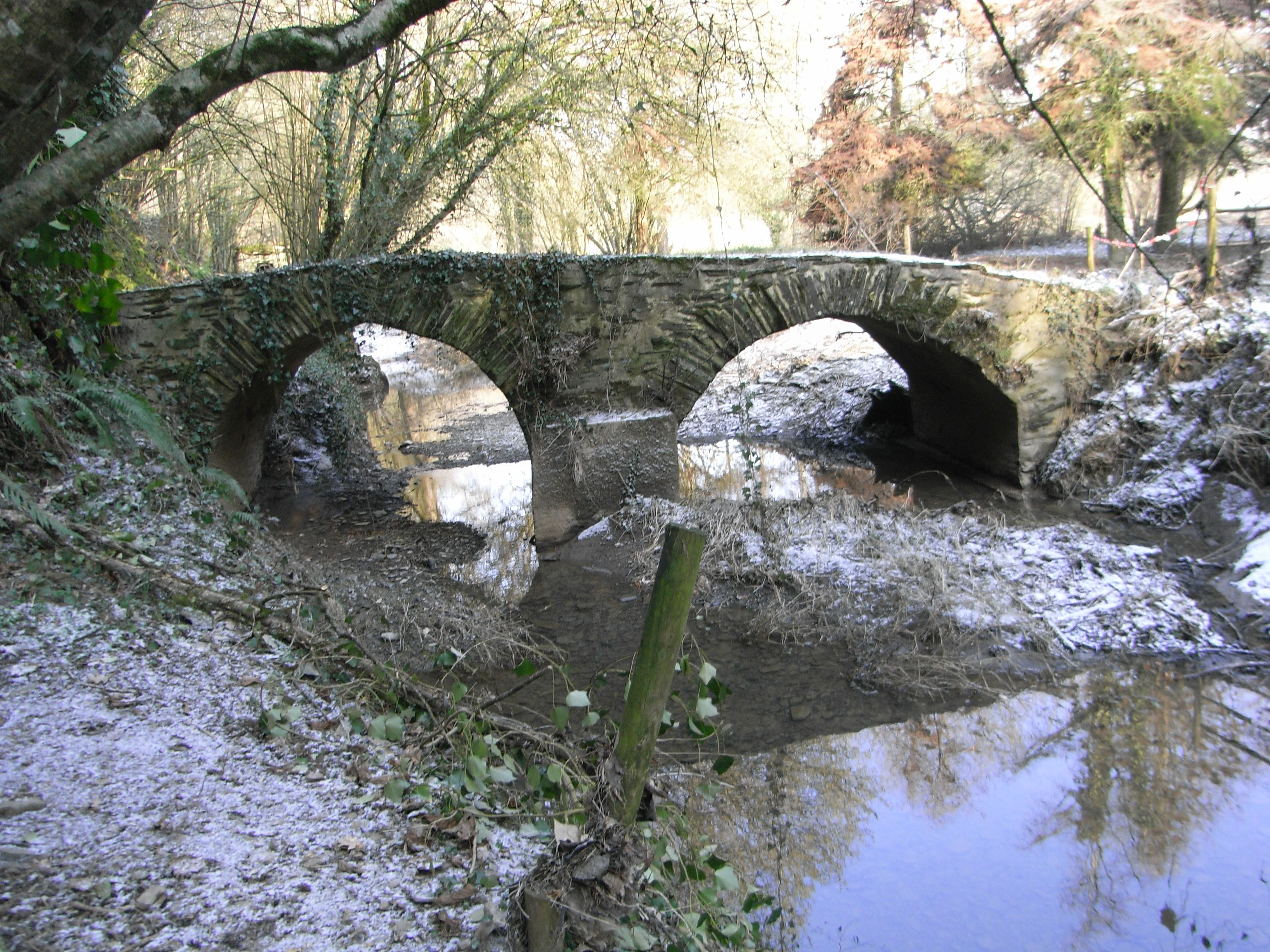
Brücke über die Sanguèze

## Persönlichkeiten
- Guillaume de La Brunetière (1630–1702), römisch-katholischer Geistlicher und Bischof von Saintes